# Gmina Izbica Kujawska
Die Gmina Izbica Kujawska ist eine Stadt-und-Land-Gemeinde im Powiat Włocławski der Woiwodschaft Kujawien-Pommern in Polen. Ihr Sitz ist die gleichnamige Stadt (bis 1954 Izbica) mit etwa 2700 Einwohnern.

## Geographie

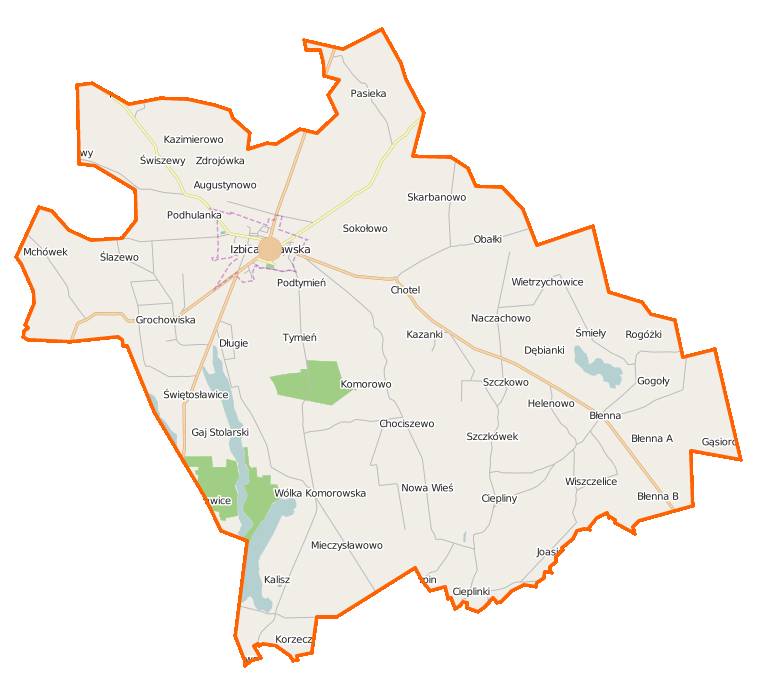
Karte der Gemeinde

Die Gemeinde liegt im Süden des Powiats und grenzt im Westen und Süden an die Woiwodschaft Großpolen. Włocławek liegt etwa 35 Kilometer nordöstlich, Koło 25 Kilometer südlich.

## Geschichte
Im Rahmen der Zweiten Teilung Polens 1793 kam das Gemeindegebiet an Preußen. Im Jahr 1919 wurde es Teil des wiederentstandenen Polen. In der Besatzungszeit (1939–1945) des Zweiten Weltkriegs erhielten die Orte deutsche Namen, die Stadt wurde 1940 in Mühlental umbenannt. Noch vor Kriegsende kam das Gebiet wieder an Polen.
Die Gemeinde besteht seit 1973 als Izbica Kujawska wieder die Stadtrechte erhielt. Von 1954 bis 1972 bestanden auf dem heutigen Gemeindegebiet einige Gromadas. Von 1975 bis 1998 gehörte die Gemeinde zur Woiwodschaft Włocławek.

## Gliederung
Die Stadt-und-Land-Gemeinde Izbica Kujawska ist unterteilt in folgende Ortsteile:
| polnischer Name | deutscher Name (1939–1945)             | polnischer Name  | deutscher Name (1939–1945)                      |
| --------------- | -------------------------------------- | ---------------- | ----------------------------------------------- |
| Augustynowo     | Augustenfeld                           | Mieczysławowo    | Schulzenheim                                    |
| Błenna          | Blennwitz                              | Modzerowo        | Pappeln                                         |
| Błenna A        | Rudolfsfelden                          | Naczachowo       | 1939–1943 Römersdorf 1943–1945 Konkelshof       |
| Błenna B        | Blindau                                | Nowa Wieś        | Neudorf                                         |
|                 |                                        | Obałki           |                                                 |
| Chociszewo      | Erlenbusch                             | Pasieka          | 1940–1943 Bienenau 1943–1945 Hagenhauland       |
| Cieplinki       | Warmbrunn                              | Skarbanowo       | Finkenheim                                      |
| Ciepliny        | Zepliny                                | Ślazewo          | Schleusen                                       |
|                 |                                        | Słubin           | Birkenau                                        |
| Długie          | 1939–1943 Langenau 1943–1945 Langsdorf | Śmielnik         | Smielnik                                        |
| Gąsiorowo       | Vogelsang                              | Śmieły           | Dornstein                                       |
| Grochowiska     | Vogelweide                             | Sokołowo         | Falkendorf                                      |
| Helenowo        | Helenowo                               | Świętosławice    | Heiligenort                                     |
| Izbica Kujawska | Mühlental                              | Świszewy         | 1940–1943 Fichtengrund 1943–1945 Schwarzau      |
| Joasin          | Jarschin                               | Szczkówek        | Buchenheim                                      |
| Józefowo        | Josefsberg                             | Tymień           | Timmingen                                       |
| Kazanki         | Jägersdorf                             | Wietrzychowice   | 1939–1943 Deutschwalde 1943–1945 Deutschenwalde |
| Kazimierowo     | Hetkendorf                             | Wiszczelice      | Schützen                                        |
| Komorowo        | Grünberg                               | Wólka Komorowska | 1939–1943 Lehmbruch 1943–1945 Wulfen            |
| Mchówek         | Kleinmoosheim                          | Zdzisławin       | Lindenberg                                      |

Weitere Orte ohne Schulzenamt sind: Ciepliny-Budy, Dębianki, Długie Parcele, Dziewczopole, Gaj Stolarski, Gogoły, Podhulanka, Podtymień, Rogóżki, Szczkowo, Śmielnik, Świszewy-Kolonia, Zakręty, Zdrojówka.

## Verkehr
Die Woiwodschaftsstraße DW269 von Kowal mündet beim Hauptort in die DW270.
Izbica Kujawska lag an der Schmalspurbahn Włocławek–Przystronie.

## Sehenswürdigkeiten
- Langbetten von Wietrzychowice
- Synagoge in Izbica Kujawska, erbaut 1880 bis 1895 und 2014 renoviert.